# Давыдов, Евдоким Андреевич
Евдоки́м Андре́евич Давы́дов (23 июня (5 июля) 1894, село Посевкино, Тамбовская губерния — 18 февраля 1967, Борисоглебск, Воронежская область) — участник Великой Отечественной войны, стрелок 705-го стрелкового полка 121-й стрелковой дивизии 60-й армии Центрального фронта, красноармеец. Герой Советского Союза (1943).

## Биография
Родился 23 июня (5 июля) 1894 года в с. Посевкино Борисоглебского уезда Тамбовской губернии (ныне — Грибановского района Воронежской области) в семье крестьянина. Русский.
Получил начальное образование. Батрачил. Затем работал на заводе в Сталинграде, с 1939 года — на Борисоглебском мясоконсервном комбинате.
В Красной Армии — с января 1942 года. На фронте в Великую Отечественную войну с 1942 года.
Стрелок 705-го стрелкового полка рядовой Евдоким Давыдов 5 октября 1943 года в составе передового отряда переправился через Днепр в районе пристани села Козаровичи (Вышгородский район Киевской области), участвовал в захвате, удержании и расширении плацдарма на правом берегу реки. На его личном счету десятки уничтоженных фашистских солдат и офицеров. Был тяжело ранен, но не покинул поле боя.
После войны Давыдов жил и работал в городе Борисоглебске Воронежской области.
Умер 18 февраля 1967 года.

## Награды
- Звание Героя Советского Союза присвоено 17 октября 1943 года.
- Награждён орденом Ленина и медалями.

## Память
- На здании комбината, где работал Герой, установлена мемориальная доска.
- Также памятная доска установлена в 2006 году в пгт Грибановский[3].
- Имя Е. А. Давыдова вписано в Книгу Славы Борисоглебска[4].